# Amy Grothe-Twiss

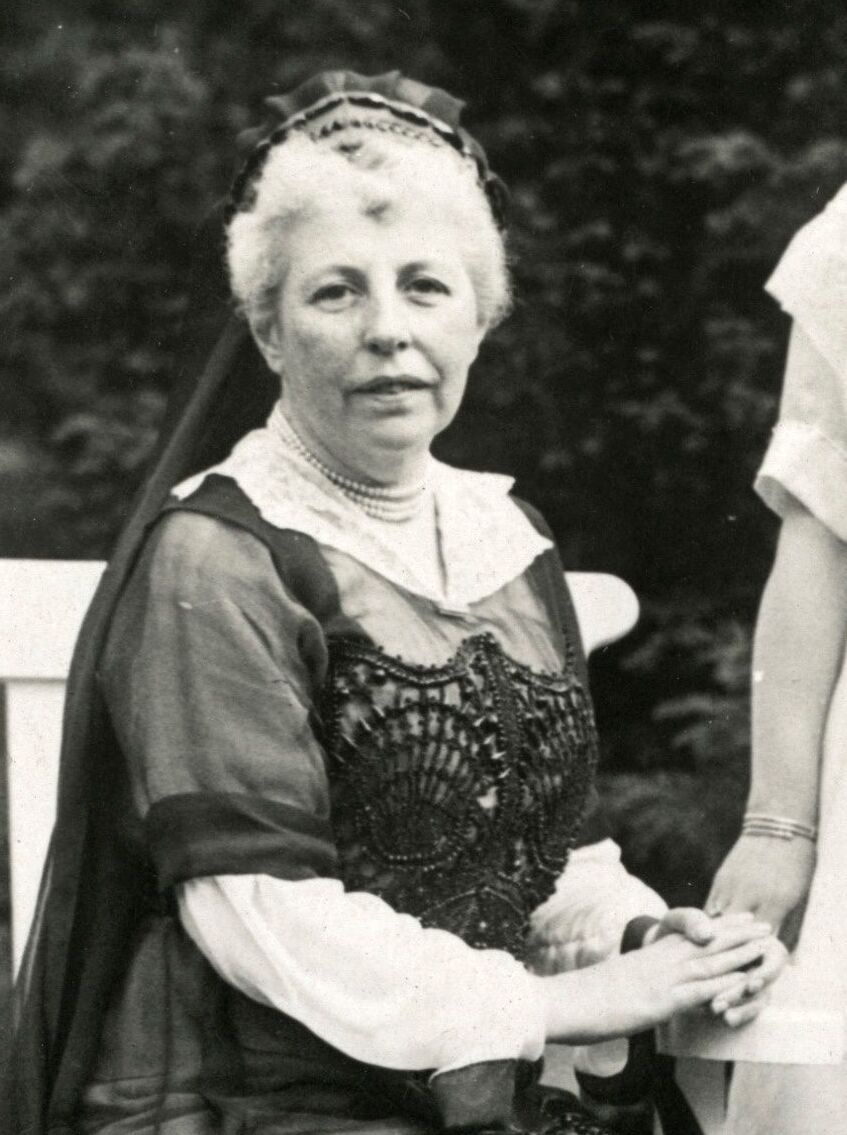
Amy Grothe-Twiss in 1914

Henriette Amelie Jeannette (Amy) Grothe-Twiss (Utrecht, 14 november 1860 - Hilversum, 9 december 1947) was publiciste en geldt als de stichtster van het openluchttheater in Nederland.

## Familie
Twiss werd geboren in de patriciaatsfamilie Twiss als dochter van Willem Twiss (1815-1871), burgemeester van Maartensdijk en Malvina Elisa Suermondt (1828-1908). Zij trouwde in 1885 met Alexander Lodewijk Grothe (1850-1932), lid van de familie Grothe, met wie zij een dochter kreeg: May Malvina Louise Twiss (1886-1919), tussen 1907 en 1916 getrouwd met Chris Vermaas (1879-1949) uit welk huwelijk het enige kleinkind van Grothe werd geboren: Otto Vermaes (1910-1979). Een zus van haar was getrouwd met prof. Johan baron d'Aulnis de Bourouill (1850-1930) en lid van de familie D'Aulnis de Bourouill, een andere zus met jhr. Edouard Quarles van Ufford (1854-1942) die ook burgemeester van Maartensdijk werd en lid was van de familie Quarles. Een zus van haar man was getrouwd met kunstschilder Hendrik Willebrord Jansen (1855-1908).

## Leven en werk
Nadat jhr. Henry Tindal (1852-1902) het ochtendblad De Telegraaf had opgericht, startte de hoofdredacteur W.F. Andriessen een kinderrubriek in die krant, waarvoor Amy Grothe-Twiss anoniem verhalen leverde over de sprookjesfee Swawa-Helgi. Hoewel Amy Grothe-Twiss nauw betrokken was bij de krant als investeerder en redactrice, wist niemand bij de krant dat zij ook Swawa-Helgi was. De kinderrubriek was een groot succes en veel kinderen reageerden op de geheimzinnige verhalen van Amy die Andriessen bewerkte. Nadat de krant na de dood van Tindal een nieuwe directeur kreeg (Holdert), ontstond in 1903 een groot conflict tussen Holdert en Andriessen. Holdert wilde dat Amy zich als Swawa bekend zou maken. Andriessen weigerde en werd ontslagen voor Holdert. Amy stopte onmiddellijk met haar medewerking. Ze schreef daarna Het sprookje van Swawa Helgi dat werd opgevoerd op 31 mei 1903 op de Zwaluwenberg in de bossen van haar woonplaats Hilversum, waarmee het openluchttheater in Nederland was geboren. Vele familieleden van Grothe speelden in die eerste voorstelling mee. Nadat Andriessen veel brieven ontving van kinderen die het jammer vonden dat het daarmee was afgelopen, schreef zij nog enkele theaterstukken over Swawa voor de open lucht. Het eerste daarvan was Swawa's terugkeer dat op 19 juli 1903 voor het eerst werd opgevoerd, ook op de Zwaluwenberg en in druk opgedragen "Aan mijn getrouwen". Vervolgens organiseerde zij opvoeringen van stukken van anderen. Bovendien trad Albert Vogel sr. er ook op met voordrachten; hij ontmoette tijdens zijn verblijf daar ook zijn toekomstige vrouw, Ellen Buwalda (1890-1985); dat huwelijk vond plaats in 1916 op het landgoed van het echtpaar Grothe-Twiss. Via Vogel en via de Hilversummers Herman Roelvink (1883-1957) en Henri van Booven (1877-1964) kende zij ook de schrijver Louis Couperus (1863-1923).
In 1916 maakte zij een reis naar en door Amerika waar haar dochter May woonde; hierover schreef zij voor vrienden een reisverslag dat in zeer beperkte oplage gedrukt werd. In 1919 reisde zij vanwege tragische omstandigheden opnieuw naar Amerika: om het stoffelijk overschot van haar dochter May Malvina Louise Twiss, overleden op 29 april, op te halen die op 11 juni 1919 in Hilversum werd begraven.
In 1924 nam Grothe het initiatief om het 25-jarig jubileum van Albert Vogel sr. te Hilversum te vieren. In 1928 werd uitgebreid in Hilversum het jubileum gevierd van Grothe zelf waarbij werd stilgestaan bij de eerste openluchtvoorstelling uit 1903. Het huldigingscomité stond daarbij onder voorzitterschap van Frans Bastiaanse. Albert Vogel hield de huldigingstoespraak.
Grothe overleed in december 1947; zij werd herdacht met een artikel van L. Kool-Lopes Cardozo op 12 december 1947 in De Gooi- en Eemlander. In de laatste jaren van haar leven schreef ze al haar herinneringen op in een boek dat nooit gepubliceerd is, en ter inzage ligt in het streekarchief in Hilversum.